# Cryptomeigenia elegans
Cryptomeigenia elegans är en tvåvingeart som först beskrevs av Wulp 1890.  Cryptomeigenia elegans ingår i släktet Cryptomeigenia och familjen parasitflugor. Inga underarter finns listade i Catalogue of Life.